# Боркјеј
Боркјеј (фр. Beaurecueil) насеље је и општина у Француској у региону Прованса-Алпи-Азурна обала, у департману Ушће Роне која припада префектури Екс ан Прованс.
По подацима из 2011. године у општини је живело 564 становника, а густина насељености је износила 57,2 становника/km². Општина се простире на површини од 9,86 km². Налази се на средњој надморској висини од 218 метара (максималној 660 m, а минималној 199 m).

## Демографија
| 1962. | 1968. | 1975. | 1982. | 1990. | 1999. | 2011. |
| ----- | ----- | ----- | ----- | ----- | ----- | ----- |
| 183   | 259   | 391   | 458   | 510   | 568   | 564   |

График промене броја становника у току последњих година